# 염화 벤제토늄
염화 벤제토늄(Benzethonium chloride)은 합성 4차 암모늄 염이다. 이 화합물은 무취의 흰색 고체이고, 물에 녹는다.

## 용도
염화 벤제토늄은 계면활성제, 소독제, 항감염제, 응급 치료시 국소 항균제 등으로 사용된다. 또한 화장품이나 구강 청결제, 벌레 등에 물린 가려움증에 사용되는 항소양제, 항균 수건, 손 세정제 등과 같은 세면도구와 비강에 뿌리는 코 세정제로도 사용된다. 염화 벤제토늄은 식품 산업에서 표면 살균제로 사용되기도 한다.

## 효능
염화 벤제토늄은 박테리아, 균류, 곰팡이, 바이러스 등에 광범위한 살미생물 활동을 보여준다. 염화 벤제토늄은 독립된 실험에서 메티실린 내성 황색포도상구균, 살모넬라균, 대장균, 클로스트리듐 디피실리균, B형 간염 바이러스, C형 간염 바이러스, 헤르페스 바이러스, 호흡기 세포융합 바이러스, 노로바이러스 등과 같은 병원균에 매우 효과적이라는 것을 보여줬다.

## 안전성
미국 식품의약국(FDA)은 응급 의료 제품에 사용되는 염화 벤제토늄의 안전하고 효과적인 농도는 0.1 ~ 0.2%라고 명시하고 있다. 염화 벤제토늄의 수용액은 피부를 통해 흡수되지 않는다. 미국과 유럽에서는 염화 벤제토늄을 식품 첨가물로 사용하지 못하도록 규정하고 있다.

## 같이 보기
- 염화 벤잘코늄
- 클로르헥시딘
- 포비돈-아이오딘